# Wanggameti
Wanggameti is een bestuurslaag in het regentschap Oost-Soemba van de provincie Oost-Nusa Tenggara, Indonesië. Wanggameti telt 489 inwoners (volkstelling 2010).